# Branipole
Branipole (bulgariska: Браниполе) är ett distrikt i Bulgarien.   Det ligger i kommunen obsjtina Rodopi och regionen Plovdiv, i den centrala delen av landet, 140 km sydost om huvudstaden Sofia.
Trakten runt Branipole består till största delen av jordbruksmark. Runt Branipole är det ganska glesbefolkat, med 50 invånare per kvadratkilometer.